# 盱眙郡
盱眙郡，中国古代的郡。
- 东晋义熙七年（411年）设置盱眙郡，属南兖州。治所在盱眙县（今江苏省盱眙县东北都梁山东北麓），辖境相当今江苏省盱眙县一带。先后属于刘宋、南齐、南梁、北齐、北周，隋文帝开皇三年（583年）废。
- 北魏孝昌三年（527年）设置盱眙郡，属东徐州。治所在下相县（今江苏省宿迁市西南古城）。辖境相当今江苏宿迁、睢宁等地。东魏武定八年（550年）改为临清郡。